# 블루 루프

초기 질량 인 항성의 진화 경로는 블루 루프가 나타난다.

항성 진화 마당에서 블루 루프(영어: Blue Loop)란 진화한 항성의 일생에서 차가워진 항성이 재차 냉각되기 전에 뜨거운 항성으로 진화하는 단계이다. 명칭은 헤르츠스프룽-러셀 도표에서 그 진화 경로가 청색(즉, 뜨거운) 쪽으로 고리 모양을 하는 데서 유래되었다.
블루 루프는 적색 초거성이나 적색거성, 점근거성에서도 발생할 수 있다. 일부 항성은 한 차례 이상의 블루 루프를 겪기도 한다. 세페이드 등 여러 맥동 변광성이 블루 루프 항성이다. 수평가지 항성 역시 일시적으로 적색거성이나 점근거성보다 표면온도가 높아지지만, 이들은 일반적으로 블루 루프로 취급하지 않는다. 루프는 각 항성에 대해서 매우 느리게 일어나기 때문에 관측이 불가능하지만, 이론적으로 H-R도 상 항성의 물리량과 분포를 통해 추론할 수 있다.

## 적색거성

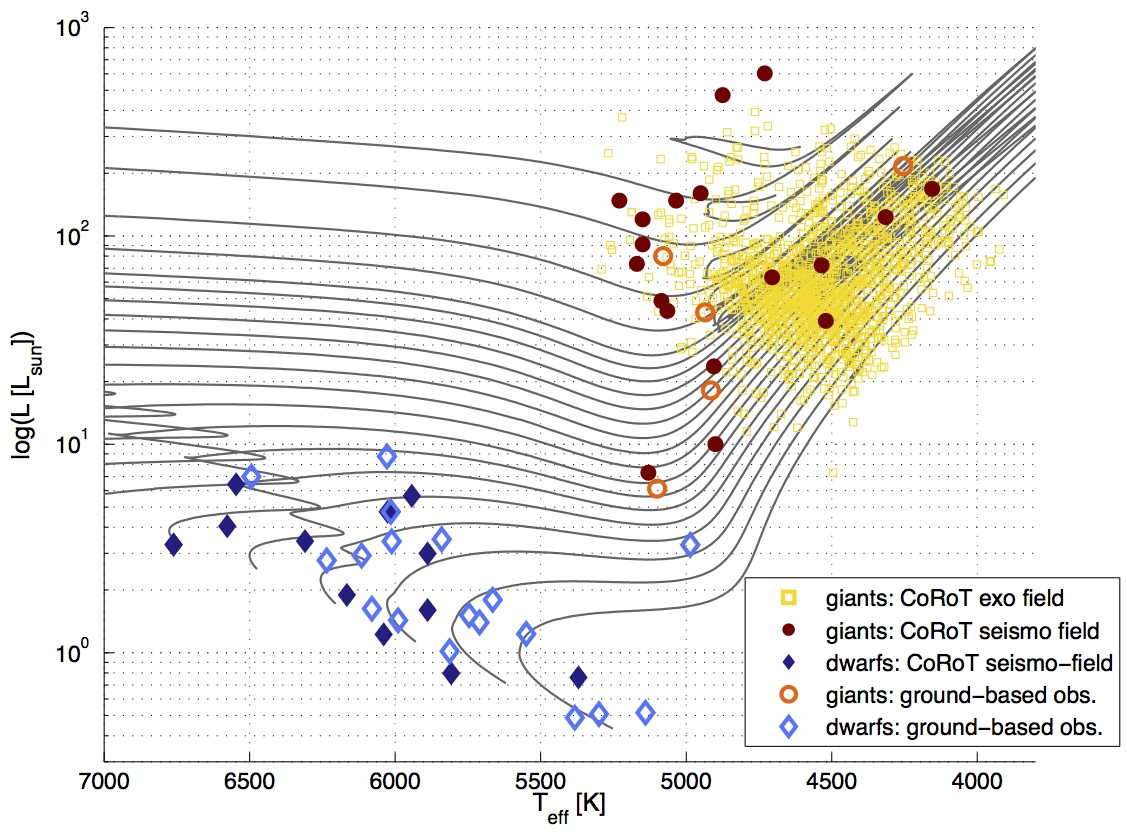
항성의 진화 경로. 질량이 큰 적색 초거성일수록 블루 루프가 크게 나타난다.

적색거성가지(RGB)에 있는 항성 대부분은 비활성화된 헬륨 핵을 지니며 헬륨 섬광이 일어난 후에 수평가지로 이동한다. 그러나 질량이 약 2.3M⊙보다 큰 항성은 비활성 핵을 지니지 않는다. 이들은 적색거성가지 상단에 이르기 전에 매끄럽게 핵의 헬륨을 점화하여 태우면서 뜨거워진다. 질량이 클수록 이 과정에서 더 뜨거워지며, 약 5M⊙보다 무거운 항성부터는 대개 블루 루프를 겪는 것으로 취급한다. 블루 루프의 지속 시간은 수백만 년 정도다. 이 유형의 블루 루프는 별의 일생에서 딱 한 번 발생한다.

## 점근거성가지
점근거성가지(AGB)의 항성은 비활성화된 커다란 탄소·산소 핵을 지닌다. 이를 대신하여 핵을 감싸는 동심원 껍질에서 수소와 헬륨을 연소한다. 헬륨 껍질 연소가 시작되면 열맥동이 발생하는데, 일부 경우에서는 이로써 별의 표면온도가 증가하면서 블루 루프가 일어난다. 껍질이 연달아서 연소 개시와 중단을 반복하면서 여러 차례의 열맥동이 일어날 수 있다. 이러한 일이 일어나는 항성에서는 여러 차례의 블루 루프가 일어날 수 있다.

## 적색 초거성
적색 초거성은 주계열에서 이탈하여 크게 부풀고 차가워진 대질량성이다. 광도가 크고 표면중력이 작기 때문에 급격하게 질량을 소실하고 있다. 매우 밝은 적색 초거성은 표면온도가 높아지고 크기가 작아질 정도로 질량을 빠르게 잃는다. 매우 무거운 항성은 이를 통해 적색 초거성에서 청색 초거성으로 영구히 진화하기도 하지만, 어떤 경우는 블루 루프가 일어나면서 적색 초거성으로 복귀할 수도 있다.

## 불안정대
항성은 H-R도 상 주계열 위의 황색 영역에서 블루 루프를 개시한다. 이들 상당수가 걸친 영역은 불안정대라고 일컫는데, 이 영역에 있는 항성의 외피층이 불안정하여 맥동하기 때문이다. 점근거성가지의 블루 루프 과정에서 불안정대에 걸친 항성은 처녀자리 W형 변광성이 되는 것으로 여겨진다. 이보다 질량이 큰 항성이 적색거성가지의 블루 루프에서 불안정대를 가로지를 경우, 케페우스자리 델타형 변광성이 나타나는 것으로 여겨진다. 두 유형의 항성 모두 그 단계에서 밝고 불안정한 광구를 지니며 종종 초거성 스펙트럼이 나타나기도 하지만, 대다수는 탄소를 연소하거나 초신성에 이를 정도로 무겁지는 않다.